# Marchirolo
Marchirolo (Marchiröo in dialetto varesotto) è un comune italiano di 3 597 abitanti del nord della provincia di Varese in Lombardia. Dista 3 km dal confine svizzero di Ponte Tresa e 15 km dal capoluogo di provincia.

## Storia
Marchirolo, in epoca romana, era attraversato dalla Via Mediolanum-Bilitio, strada romana che metteva in comunicazione Mediolanum (Milano) con Luganum (Lugano) passando da Varisium (Varese).
La pieve di San Martino di Marchirolo fu creata il 19 agosto 1633 dal vescovo di Como, Lazzaro Carafino, per distacco dalla pieve di San Giovanni Battista di Agno ed aggiunta di Cunardo presa dalla Valcuvia. Dal prevosto di Marchirolo dipendevano le seguenti parrocchie:
- Santi Fedele e Silvestro di Arbizzo,
- San Giulio prete di Cugliate,
- Sant'Abbondio di Cunardo,
- Purificazione di Maria Vergine di Fabiasco,
- Santi Pietro e Paolo di Lavena,[5]
- San Sebastiano di Marzio,
- San Giovanni Battista di Viconago.

Ha dato i natali a Eugenio Pellini (Marchirolo, 17 novembre 1864 – Milano, 28 maggio 1934), scultore e docente italiano, esponente della Scapigliatura lombarda.
Durante la seconda guerra mondiale, nel periodo dell'occupazione tedesca e della Repubblica Sociale Italiana, Fernando Torreggiani, cattolico antifascista, contribuì in modo determinante alla salvezza dei 6 componenti della famiglia ebrea ferrarese dei Melli Rossi, sottraendoli alla deportazione e guidandoli all'espatrio nella vicina Svizzera. Per questo impegno di solidarietà, il 4 marzo 2001, l'Istituto Yad Vashem di Gerusalemme ha conferito a Fernando Torreggiani l'alta onorificenza dei giusti tra le nazioni.

## Monumenti e luoghi d'interesse

### Chiese
- Chiesa di San Martino (XII secolo), parrocchiale dove è custodita anche una quattrocentesca Madonna delle Grazie. è particolare l'impatto visivo della scalinata di accesso iniziata nella seconda metà del Settecento e terminata (per quanto concerne il lato destro) nella prima metà del XX secolo. Da notare all'interno della chiesa l'organo settecentesco in legno, utilizzato nelle funzioni religiose e in alcuni concerti.
- chiesa di San Pietro (1670), in stile barocco
- chiesa di San Francesco d'Assisi (1640)
- chiesetta di San Paolo (1352), situata sul costone panoramico che domina la valle circostante e il lago di Lugano, nel verde del monte "La Nave"

### Architetture civili
Qui si trova il Museo Pellini Bozzolo composto da una gipsoteca con i lavori di Eugenio Pellini, di Eros Pellini e Adriano Bozzolo.
Altra particolarità sono gli affreschi (murales) opera di artisti locali, che decorano il centro storico del paese e raccontano la vita dell'emigrazione dei marchirolesi nel corso del 1800, durante l'occupazione del territorio da parte di francesi, austriaci e russi.
Nella primavera del 2013 è stato inaugurato il nuovo Palazzo Comunale.

### Architetture militari e Aree naturali
Il paese è punto di partenza per escursioni e passeggiate verso i monti circostanti, soprattutto il monte La Nave, dove si possono visitare le fortificazioni della Linea Cadorna (1918) e il panoramico punto di osservazione con rifugio sotterraneo, mantenuto dal locale gruppo di Protezione Civile.

## Società

### Evoluzione demografica
- 544 nel 1751
- 579 nel 1805
- 2860 dopo annessione di Arbizzo, Cremenaga, Cugliate, Cunardo, Fabiasco e Viconago nel 1809
- 803 nel 1853
- 853 nel 1901
- 1744 dopo annessione di Cugliate e Fabiasco nel 1928
- 1049 nel 1961

Abitanti censiti

## Cultura

### Istruzione
Nel comune ha sede l'istituto comprensivo statale Giovanni XXIII, comprendente una scuola materna, una scuola elementare e una scuola media.